# Fade to Grey
Fade to Grey ist ein Lied der britischen New-Romantic-Band Visage. Das Lied ist neben Don’t You Want Me von The Human League eine der kommerziell erfolgreichsten Singles des britischen Synthie-Pop. Die Single eroberte in zahlreichen Ländern, darunter Deutschland und der Schweiz, die Chartspitze. Beim Bundesverband der Phonographischen Wirtschaft wurde für die Single eine Goldene Schallplatte und bei der British Phonographic Industry eine Silberne Schallplatte registriert.

## Entstehung
Die Komposition stammt von Billy Currie und Christopher Payne und entstand während Soundchecks der Pleasure Principle Tour von Gary Numan 1979. Das Stück, an dem auch Cedric Sharpley kompositorisch beteiligt war, obwohl er als Urheber nicht genannt wird, trug zu diesem Zeitpunkt den Titel Toot City. Es war ursprünglich gar nicht für Visage gedacht, sondern als eine Erinnerung an die Tournee. Currie drängte daher auf eine Aufnahme und kontaktierte den Produzenten Martin Rushent. Die Aufnahme der Instrumentalspuren von Currie, Payne und Sharpley fand einen Tag nach Abschluss der Tournee in Rushents Genetic Sound Studio in Berkshire statt. Erst später schrieb Midge Ure einen Text für den Song, den Steve Strange als Frontmann des Projektes singen sollte. Neben Strange sprach die Luxemburgerin Brigitte Arendt die französischen Textzeilen in den Mayfair Studios in Primrose Hill, London ein. Die Aufnahme wurde von John Hudson als Toningenieur betreut und abgemischt sowie von der Band und Midge Ure produziert. Die B-Seite der Single ist das Instrumentalstück The Steps.

## Besetzung
- Steve Strange – Gesang
- Brigitte Arendt – französischer Text[6]
- Midge Ure – Hintergrundgesang
- Rusty Egan – Hintergrundgesang
- Billy Currie – Synthesizer, Violine
- Christopher Payne – Synthesizer, Viola
- Cedric Sharpley – Schlagzeug, Schlagzeugprogrammierung

## Veröffentlichung und Charterfolge
Die Single wurde am 10. November 1980 bei Polydor veröffentlicht und stieg am 20. Dezember 1980 auf Platz 68 in die britischen Top-75 ein. Fade to Grey hielt sich 15 Wochen in den britischen Charts und erreichte am 17. Februar 1981 Platz acht. In Deutschland tauchte die Single ab dem 23. Februar 1981 in den Media-Control-Charts auf, setzte sich sieben Wochen lang an die Spitze und hielt sich insgesamt 29 Wochen in der Hitparade. In der schweizerischen Hitparade setzte sich die Single ebenfalls an die Spitze; in der österreichischen Hitparade erreichte Fade to Grey Platz drei.
Eine Remixversion von Visage und John Luongo mit einer Länge von 6:38 Minuten wurde 1983 auf der Kompilation Fade to Grey – The Singles Collection als Vinyllangspielplatte veröffentlicht. Zahlreiche Remixversionen wurden 1993 für die Verkaufsförderung der Compact Disc dieser Kompilation (Fade to Grey – The Best of Visage) veröffentlicht: Die Bassheads (Desa Basshead und Nick Murphy), Andy Stephenson, Dave Ralph, Tim Wedge und Daryl Strickley mischten die Aufnahmen neu ab. Der Bassheads 7" Edit konnte sich in den britischen Top-40 platzieren.

## Rezeption
Stewart Mason urteilt in seiner Rezension bei Allmusic: „Midge Ure and Billy Currie fashioned a minimalist, pulsating synth-pop sound seemingly influenced by the artsy likes of Cluster as well as Giorgio Moroder's electro-disco throb.“ (Midge Ure und Billy Currie formen einen minimalistischen, pulsierenden Synthpop-Sound, der sowohl von den künstlerischen Vorlieben von Cluster als auch dem Elektrodiscorhythmus von Giorgio Moroder beeinflusst zu sein scheint.)
Dave Thompson urteilt in seinem Buch Alternative Rock im Jahr 2000: „Fade to Grey remains a timeless classic.“ (Fade to Grey bleibt ein zeitloser Klassiker.)
Dave Rimmer, Autor von Like Punk Never Happened, kritisiert in seinem Bildband The Look – New Romantics die Wichtigtuerei:

“A pop record with a disco feel, catchy chorus and a bit of French to make it sound ‚European‘, it was well-dressed but superficial, all trousers and no mouth.”

„Eine Popplatte mit einem Discogefühl, eingängigem Refrain und einer Portion Französisch, um es ‚europäisch‘ klingen zu lassen, war sie wohlverpackt, aber oberflächlich, nur ein großes Mundwerk.“

## Coverversionen und Musikzitate
Fade to Grey wurde häufig gecovert. Die Aufzählung beschränkt sich daher auf einige wenige Künstler.
- Ed Starink – Fade to Grey (1989)
- U 96 – I Wanna Be a Kennedy (1992)
- The Time Frequency – Fade to Grey (1994)
- Datura – Fade to Grey (1996 auf dem Album Eternity)
- Mark ’Oh – Fade to Grey (1996)
- Gregorian – Fade to Grey (1999 auf dem Album Masters of Chant)
- Nouvelle Vague – Fade to Grey (2006 auf dem Album Bande à Part)
- Kylie Minogue – Like a Drug (2007 aus dem Album X)
- Phase III – Fade to Grey (2009 aus dem Album Es Wird Dunkel)
- Pet Shop Boys – Flourescent (2013 aus dem Album Electric)

Keine Coverversion, wohl aber – je nach Sichtweise – ein Musikzitat oder Plagiat ist One Word von Kelly Osbourne. Linda Perry, die Urheberin von One Word wurde von Billy Currie wegen Verstoß gegen das Urheberrecht verklagt. Der angestrengte Prozess endete in einem Vergleich und Perry willigte ein, einen Teil der Tantiemen an die Urheber von Fade to Grey zu zahlen.
Adam Clayton offenbarte dem irischen Journalisten BP Fallon in einem Interview, dass ihn der Versuch, den Basslauf von Fade to Grey nachzuspielen, zu der U2-Single New Years Day inspiriert hat.